# مريم أحمد الحمادي
مريم بنت أحمد الحمادي هي وزير دولة، والأمين العام لمجلس الوزراء الاماراتي. وعضو مجلس دبي الرياضي.
شغلت سابقًا منصب منسق عام برنامج الشيخ خليفة للتميز الحكومي وأشرفت على كافة فئات جائزة محمد بن راشد للأداء الحكومي المتميز، كمت شغلت منصب مديرة إدارة التميز المؤسسي ببلدية دبي. وقد عملت سابقًأ في شركة الإمارات العالمية للألمنيوم.

## التعليم
حاصلة على درجة الماجستير في إدارة الجودة الشاملة والبكالوريوس في الهندسة.

## مسيرتها
شغلت مريم الحمادي عدة مناصب في القطاعين الحكومي والخاص لمدة تزيد عن 25 سنة في مجالات التطوير الحكومي والتخطيط الاستراتيجي وإدارة الأداء والتميز الحكومي وإدارة الخدمات والعمليات وتطوير الهياكل التنظيمية في بلدية دبي وشركة الإمارات العالمية للألمنيوم، وهي عضو في جمعية التخطيط الاستراتيجي.
وكانت قد شغلت كذلك منصب منسق عام برنامج الشيخ خليفة للتميز الحكومي وأشرفت على كافة فئات جائزة محمد بن راشد للأداء الحكومي المتميز، أمين عام جائزة التميز الحكومي العربي.
تولت معالي مريم الحمادي ضمن مهامها السابقة في مكتب رئاسة مجلس الوزراء في وزارة شؤون مجلس الوزراء إعداد وتطوير ومتابعة الأجندة الوطنية لرؤية الإمارات 2021. ومتابعة تطوير نظام إدارة الأداء الحكومي لحكومة دولة الإمارات العربية المتحدة  لتحقيق رؤية الإمارات 2021 والأجندة الوطنية واستراتيجيات الجهات الحكومية وأداء أهم المبادرات الحكومية.
خلال عملها بمنصب مساعدة المدير العام للأداء والتميز الحكومى فى مكتب رئاسة مجلس الوزراء فى الفترة ما بين 2016 ل 2020، والمديرة التنفيذية لقطاع الأداء الحكومى فى المكتب ذاته.
وأشرفت كذلك على الدراسات المتعلقة بالموارد البشرية في الحكومة مثل دراسات السعادة الوظيفية والإيجابية في بيئة العمل والولاء والتناغم الوظيفي وغيرها من الدراسات.
كما أشرفت على وضع وتطبيق إطار فعال لرفع التقارير التحليلية بمستويات التقدم في تحقيق رؤية الإمارات واستراتيجيات الجهات وخدماتها باستخدام أنظمة وأدوات وتقنيات وحلول تحليلية ذكية ومبتكرة بما يوفر معلومات كافية وآنية لمتخذي القرار بمستوياتهم المختلفة.
ليتم تعيينها في عام 2023 في منصب وزير دولة في الحكومة الإماراتية.

## طالع أيضًا
- مجلس وزراء الإمارات
- هدى الهاشمي